# یورگن کالب
یورگن کالب (آلمانی: Jürgen Kalb؛ زادهٔ ۲۰ مهٔ ۱۹۴۸) بازیکن فوتبال اهل آلمان بود.
از باشگاه‌هایی که در آن بازی کرده‌است می‌توان به باشگاه فوتبال کارلسروهه اشاره کرد.
وی به‌همراه تیم ملی فوتبال آلمان غربی در بازی‌های المپیک تابستانی ۱۹۷۲ شرکت کرده‌است.